# Hilaria hintonii
Hilaria hintonii är en gräsart som beskrevs av Sohns. Hilaria hintonii ingår i släktet Hilaria och familjen gräs. Inga underarter finns listade i Catalogue of Life.